# Claudius Ditlev Fritzsch
Claudius (Claus) Ditlev Fritzsch, född 1763, död 1841, var en dansk konstnär.
Fritzsch målade så gott som uteslutande blommor i pedantisk naturåtergivning. Hans kolorit är frisk och vacker.